# Canthocamptus
Canthocamptus là một chi copepoda (giáp xác nhỏ) sinh sống ở vùng nước từ Bắc Băng Dương đến Đại Tây Dương. Chi này có hơn 200 loài khác nhau. Một số loài đặc hữu Úc được đưa vào danh sách loài dễ thương tổn trong sách đỏ (dánh dấu "VU", và một loài ở Brasil là phụ thuộc và bảo tồn (đánh dấu "NT").

## Các loài
- Canthocamptus ablatifurcatus Hamond, 1988
- Canthocamptus acanthophorus Delachaux, 1924
- Canthocamptus aculeatus Thiébaud, 1912
- Canthocamptus aequipes Kritchagin, 1877
- Canthocamptus aischghoi Schiklejew, 1930
- Canthocamptus aloisianus Brehm, 1908
- Canthocamptus alpestris (Vogt, 1845)
- Canthocamptus antarcticus (Richters, 1906)
- Canthocamptus arcticus Lilljeborg, 1902
- Canthocamptus armatus Delachaux, 1918
- Canthocamptus arndti Kiefer, 1924
- Canthocamptus assimilis Kiefer, 1931
- Canthocamptus australicus (G. O. Sars, 1908)
- Canthocamptus australis Coker, 1934
- Canthocamptus baikalensis Borutsky, 1930
- Canthocamptus bicolor C. B. Wilson, 1932
- Canthocamptus bidens Schmeil, 1893
- Canthocamptus billwilliamsi Hamond, 1988
- Canthocamptus borcherdingii Poppe, 1889
- Canthocamptus brevicornis Daday, 1884
- Canthocamptus brevipes G. O. Sars, 1863
- Canthocamptus brevisetosus (Daday, 1901)
- Canthocamptus bromeliaecola Chappuis, 1928
- Canthocamptus brunnthaleri Brehm, 1913
- Canthocamptus bryobates Monard, 1928
- Canthocamptus bryophilus Chappuis, 1928
- Canthocamptus bulbifer Borutsky, 1952
- Canthocamptus caecosetosus Hamond, 1988
- Canthocamptus calvus Brehm, 1927
- Canthocamptus campaneri Reid, 1994 [2]
- Canthocamptus carinatus Shen & Sung, 1973
- Canthocamptus carolinensis (Chappuis, 1932)
- Canthocamptus catalanus Monard, 1925
- Canthocamptus cavernarum Packard, 1879
- Canthocamptus cingalensis (Brady, 1886)
- Canthocamptus clavifurcatus Hamond, 1988
- Canthocamptus coreensis Chang, 2002
- Canthocamptus crassus G. O. Sars, 1863
- Canthocamptus crenulatus Mrázek, 1902
- Canthocamptus cryptorum Brady, 1868
- Canthocamptus cuspidatoides Kiefer, 1924
- Canthocamptus cuspidatus Schmeil, 1893
- Canthocamptus dacicus Chappuis, 1923
- Canthocamptus dadayi Chappuis, 1924
- Canthocamptus decoratus Daday, 1901
- Canthocamptus dedeckkeri Hamond, 1988 [3]
- Canthocamptus dentatus Poggenpol, 1874
- Canthocamptus derelictus Brian, 1927
- Canthocamptus dogieli Rylov, 1923
- Canthocamptus douwei Willey, 1925
- Canthocamptus dumonti Hamond, 1988
- Canthocamptus duthiei Lilljeborg, 1902
- Canthocamptus echinatus Mrázek, 1893
- Canthocamptus echinopyge Hamond, 1988 [4]
- Canthocamptus elaphoides Chappuis, 1924
- Canthocamptus elegantulus Fischer, 1860
- Canthocamptus ensifer Delachaux, 1918
- Canthocamptus ferox Delachaux, 1919
- Canthocamptus fimbriatus (Brehm, 1950)
- Canthocamptus finni Bourne, 1893
- Canthocamptus fontinalis Rehberg, 1880
- Canthocamptus fuhrmanni Thiébaud, 1912
- Canthocamptus furcatus Baird, 1850
- Canthocamptus gauthieri Roy, 1924
- Canthocamptus georgevitchi Chappuis, 1924
- Canthocamptus gibba Okuneva, 1983
- Canthocamptus glacialis Lilljeborg, 1902
- Canthocamptus globulisetosus Hamond, 1988
- Canthocamptus godeti Delachaux, 1918
- Canthocamptus gracilis G. O. Sars, 1863
- Canthocamptus grandidieri Guerne & Richard, 1893
- Canthocamptus guyanensis Delachaux, 1924
- Canthocamptus hannae Kiefer, 1926
- Canthocamptus henryae Hamond, 1988
- Canthocamptus hiatus Willey, 1934
- Canthocamptus hibernicus Brady, 1880
- Canthocamptus hiemalis Pearse, 1905
- Canthocamptus hippolytes Kroyer, 1863
- Canthocamptus hirsutus (Chappuis, 1951)
- Canthocamptus hirticornis T. Scott, 1895
- Canthocamptus hoferi Douwe, 1907
- Canthocamptus horai Chappuis, 1928
- Canthocamptus horridus Fischer, 1860
- Canthocamptus horvathi Chappuis, 1924
- Canthocamptus howardorum Hamond, 1988
- Canthocamptus huaronensis Delachaux, 1918
- Canthocamptus hutchinsoni (Kiefer, 1929)
- Canthocamptus hyperboreus Willey, 1925
- Canthocamptus iaponicus Brehm, 1927
- Canthocamptus idahoensis Marsh, 1903
- Canthocamptus illinoisensis S. A. Forbes, 1876
- Canthocamptus imus Brady, 1872
- Canthocamptus inconspicuus T. Scott, 1900
- Canthocamptus incurvisetosus Chang & Ishida, 2001
- Canthocamptus inornatus T. Scott, 1897
- Canthocamptus insignipes Lilljeborg, 1902
- Canthocamptus insignis Delachaux, 1918
- Canthocamptus insoletus Chappuis, 1928
- Canthocamptus japonicus Brehm, 1927
- Canthocamptus javaensis Chappuis, 1928
- Canthocamptus jeanneli Chappuis, 1928
- Canthocamptus kalima Delachaux, 1924
- Canthocamptus kamerunensis Kiefer, 1928
- Canthocamptus kitaurensis Kikuchi in Ishida & Kikuchi, 1999
- Canthocamptus krochini Borutsky, 1952
- Canthocamptus kunzi Apostolov, 1969
- Canthocamptus laccophilus Kessler, 1914
- Canthocamptus laciniatus Douwe, 1911
- Canthocamptus lacinulatus Hamond, 1988
- Canthocamptus lanatus Mrázek, 1901
- Canthocamptus lanceolata Delachaux, 1918
- Canthocamptus latus Borutsky, 1947
- Canthocamptus linearis Dana, 1852
- Canthocamptus longicaudatus Kritchagin, 1877
- Canthocamptus longifurca Hamond, 1988
- Canthocamptus longifurcatus Borutsky, 1947
- Canthocamptus longipes Hamond, 1988 [5]
- Canthocamptus longirostris Daday, 1901
- Canthocamptus longisetosus Daday, 1902
- Canthocamptus longisetus (Henry, 1922)
- Canthocamptus lucidulus Rehberg, 1880
- Canthocamptus macrosetifer Ishida in Ishida & Kikuchi, 1999
- Canthocamptus malayicus Chappuis, 1928
- Canthocamptus mammillifurca Hamond, 1988 [6]
- Canthocamptus maoricus Brehm, 1928
- Canthocamptus mareoticus Fischer, 1860
- Canthocamptus maximus Delachaux, 1918
- Canthocamptus megalops Lilljeborg, 1902
- Canthocamptus menzeli Delachaux, 1924
- Canthocamptus microstaphylinus Wolf in Lauterborn & Wolf, 1909
- Canthocamptus minnesotensis Herrick, 1884
- Canthocamptus minusculus Willey, 1925
- Canthocamptus minuticornis (O. F. Müller, 1785)
- Canthocamptus minutus (O. F. Müller, 1776)
- Canthocamptus mirabilis Sterba, 1968
- Canthocamptus mirus Minkiewicz, 1916
- Canthocamptus misogynus Brehm, 1928
- Canthocamptus mobilensis Herrick, 1887
- Canthocamptus monticola Menzel, 1912
- Canthocamptus morimotoi Miura, 1969
- Canthocamptus morrisoni Chappuis, 1929
- Canthocamptus mortoni Hamond, 1988
- Canthocamptus mrazeki Minkiewicz, 1914
- Canthocamptus muscicola Chappuis, 1928
- Canthocamptus nakai Brehm, 1927
- Canthocamptus newyorkensis Chappuis, 1927
- Canthocamptus niloticus Chappuis, 1922
- Canthocamptus nordenskioldii Lilljeborg, 1902
- Canthocamptus northumbricoides Willey, 1925
- Canthocamptus northumbricoides Brehm, 1923
- Canthocamptus northumbricus Brady, 1880
- Canthocamptus obatogamensis Willey, 1925
- Canthocamptus occultus Kiefer, 1926
- Canthocamptus odaeensis Chang & Ishida, 2001
- Canthocamptus ophiocamptoides Lepeshkin, 1900
- Canthocamptus oregonensis M. S. Wilson, 1956
- Canthocamptus palustris Brady, 1880
- Canthocamptus papuanus Daday, 1901
- Canthocamptus parvulus Claus, 1866
- Canthocamptus parvus T. & A. Scott, 1896
- Canthocamptus pectinatus Delachaux, 1924
- Canthocamptus phreaticus Chappuis, 1925
- Canthocamptus pilosa (Chappuis, 1929)
- Canthocamptus praegeri Scourfield, 1912
- Canthocamptus prominulus Y. Kikuchi, 1994
- Canthocamptus pseudophreaticus (Chappuis, 1928)
- Canthocamptus putealis Chappuis, 1925
- Canthocamptus pygmaeus G. O. Sars, 1863
- Canthocamptus pyrenaicus Chappuis, 1923
- Canthocamptus resupinatus Ishida, 1994
- Canthocamptus rhaeticus Schmeil, 1893
- Canthocamptus richardi Lowndes, 1934
- Canthocamptus robertcokeri M. S. Wilson, 1958
- Canthocamptus robustus Richters, 1907
- Canthocamptus roseus (Dana, 1848)
- Canthocamptus rostratus Claus, 1863
- Canthocamptus rotoruensis (M. H. Lewis, 1972)
- Canthocamptus rubellus Lilljeborg, 1902
- Canthocamptus salinus Labbé, 1927
- Canthocamptus schroderi Douwe, 1915
- Canthocamptus sculptus Delachaux, 1918
- Canthocamptus semicirculus Ishida, 1994
- Canthocamptus setosus Claus, 1866
- Canthocamptus sewelli Chappuis, 1928
- Canthocamptus signatus Daday, 1901
- Canthocamptus similis Lilljeborg, 1902
- Canthocamptus sinuus Coker, 1934
- Canthocamptus spelaeus Chappuis, 1925
- Canthocamptus staphylinoides Pearse, 1905
- Canthocamptus staphylinus (Jurine, 1820)
- Canthocamptus striblingi Reid, 1990
- Canthocamptus stroemii Baird, 1850
- Canthocamptus subarcticus (Willey, 1925)
- Canthocamptus subdolus Brian, 1927
- Canthocamptus subgracilis Willey, 1934
- Canthocamptus sublaevis Hamond, 1988 [7]
- Canthocamptus subsalus Brady, 1895
- Canthocamptus subterraneus Carl, 1905
- Canthocamptus surinamensis Delachaux, 1924
- Canthocamptus takkobuensis Ishida in Ishida & Kikuchi, 1999
- Canthocamptus tasmaniae (Chappuis, 1951) [8]
- Canthocamptus tatricus Daday, 1897
- Canthocamptus tenuicaudis Herrick, 1884
- Canthocamptus timmsi Hamond, 1988
- Canthocamptus tomikoae Ishida, 1994
- Canthocamptus treforti Daday, 1884
- Canthocamptus trigonurus Ekman, 1905
- Canthocamptus trispinosus Brady, 1880
- Canthocamptus typhlops Mrázek, 1893
- Canthocamptus unidens Menzel, 1916
- Canthocamptus unisetiger Graeter, 1899
- Canthocamptus vagus Coker & Morgan, 1940
- Canthocamptus vandouwei Kessler, 1914
- Canthocamptus varicus Graeter, 1910
- Canthocamptus vejdovskyi (Mrazek, 1893)
- Canthocamptus verestschagini (Borutsky, 1931)
- Canthocamptus virescens Dana, 1849
- Canthocamptus weberi Kessler, 1914
- Canthocamptus weigoldi Brehm, 1923
- Canthocamptus wiegoldi Brehm, 1923
- Canthocamptus wierzejskii Mrázek, 1893
- Canthocamptus willeyi Kiefer, 1925
- Canthocamptus winkleri Chappuis, 1928
- Canthocamptus yahiai Blanchard & Richard, 1891
- Canthocamptus zschokkei Schmeil, 1893